# 滑車上動脈
滑車上動脈（かっしゃじょうどうみゃく）は、頭頸部の動脈の一つ。眼動脈の枝で、上斜筋滑車の位置で分かれる。

## 経路
滑車上神経とともに眼窩内側角より眼窩隔膜を貫いて眼窩より出、額を上昇し、外皮、筋肉、頭蓋骨膜に栄養を供給し、眼窩上動脈及び反対側の滑車上動脈と吻合する。